# 日谷湖 (愛荷華州)
日谷湖（英語：Sun Valley Lake）是位於美國愛荷華州靈戈爾德縣的一個人口普查指定地區。

## 人口
根據2010年美國人口普查的數據，日谷湖的面積為7.96平方千米，當中陸地面積為6.27平方千米，而水域面積為1.69平方千米。當地共有人口161人，而人口密度為每平方千米20.23人。